# مايكل كولينز (لاعب كرة قدم أمريكي)
مايكل كولينز (بالإنجليزية: Michael Collins)‏ (17 نوفمبر 1961 في الولايات المتحدة - ) هو لاعب كرة قدم أمريكي في مركز الوسط. شارك مع منتخب الولايات المتحدة لكرة القدم. أما مع النوادي، فقد لعب مع نيويورك أبولو ‏ وMilwaukee Rampage ‏ ولوس أنجلوس لايزرز ونادي غوادالاخارا (نادي كرة قدم) وأتلانتا تشيفز وNew York Nationals (USL) ‏ وميلواكي وايف وبالتيمور بلاست ‏ وBuffalo Blizzard ‏ وديترويت سفاري ‏ وNew York Express ‏ وPennsylvania Stoners ‏ وSacramento Knights ‏ وSeattle SeaDogs ‏ وسانت لويس ستورم ‏ ونيويورك آروز ‏.